# 南魚沼市立ゆきぐに大和病院
南魚沼市立ゆきぐに大和病院（みなみうおぬましりつ ゆきぐにやまとびょういん、英語: Yukiguni Yamato Hospital）は新潟県南魚沼市浦佐にある医療機関。南魚沼市が開設する公立病院（市区町村立病院）である。魚沼基幹病院に隣接している。2015年（平成27年）までは南魚沼市の地域医療システムの中核を担っていたが、南魚沼市民病院の開設に伴い在宅医療・終末期医療を中心とした病院に移行した。

## 沿革
1962年（昭和37年）11月、ゆきぐに大和病院の前身である大和町国民健康保険診療所が6床で開設された。その後、1976年（昭和51年）に国保町立大和病院として86床で開院、1983年（昭和58年）2月に増改築を行い、200床の国民健康保険町立ゆきぐに大和総合病院に改称した。1988年（昭和63年）12月には薬用植物健康館「草楽堂」が完成、翌年5月には検診棟「健友館」が完成した。
その後、1992年（平成4年）7月に減床、2003年（平成15年）7月には病床区分の届出により、一般病床161、療養病床38に変更し、その翌年11月に町村合併により現名称の南魚沼市立ゆきぐに大和病院となる。
2015年（平成27年）6月に新潟大学地域医療教育センター・魚沼基幹病院が隣接地に開設、同年11月に南魚沼市民病院が六日町に140床で開設、ゆきぐに大和病院は40床に減床された。ただ、その後2018年（平成30年）3月に45床に増床された。

### 年表
- 1962年（昭和37年）
  - 11月：大和町国民健康保険診療所開設（6床）
- 1963年（昭和38年）
  - 5月：後山・辻又地区出張診療開始
- 1975年（昭和50年）
  - 12月：魚沼地域特別養護老人ホーム「八色園」開設（県下で7番目）
- 1976年（昭和51年）
  - 5月：国保町立大和病院（86床）開設
- 1980年（昭和55年）
  - 4月：地域看護部開設（現ホームケアステーション）
- 1981年（昭和56年）
  - 1月：塩沢町中之島診療所出張診療開始
- 1983年（昭和58年）
  - 2月：病院増改築、「国民健康保険町立ゆきぐに大和総合病院」に改称（200床）
- 1988年（昭和63年）
  - 12月：薬用植物健康館「草楽堂」完成
- 1989年（平成元年）
  - 5月：検診棟「健友館」完成、病院210床に増床
- 1990年（平成2年）
  - 9月：病院に在宅介護支援センターを併設
- 1992年（平成4年）
  - 7月：病院199床に減床
- 1994年（平成6年）
  - 10月：北里大学保健衛生専門学院看護科基礎看護実習開始
- 1995年（平成7年）
  - 10月：大和町訪問看護ステーション開設
- 2000年（平成12年）
  - 4月：介護保険の居宅介護サービス事業者・施設サービス事業者の指定
- 2003年（平成15年）
  - 8月：病床区分の届出により、一般病床161、療養病床38に変更
- 2004年（平成16年）
  - 11月：町村合併により「南魚沼医療福祉センター」「市立ゆきぐに大和病院」となる
- 2015年（平成27年）
  - 6月：隣接地に新潟大学地域医療教育センター・魚沼基幹病院開設
  - 11月：「南魚沼市民病院」140床開設、大和病院は一般病床40床に減床
- 2018年（平成30年）
  - 3月：大和病院一般病床45床に増床

## 診療科等
外来診療
- 内科
- 腎臓内科
- 禁煙外来
- 和漢診療科
- 精神科
- メモリークリニック
- 睡眠時無呼吸外来
- 外科
- リウマチ科
- リハビリテーション科
- 小児科
- 皮膚科
- 整形外科
- 歯科・小児歯科

## 交通アクセス
公共交通機関
- 東日本旅客鉄道（JR東日本）上越新幹線/上越線「浦佐駅」下車、徒歩20分
  - 西口バス停から市民バスで約10分[7]
- 東日本旅客鉄道上越線・北越急行ほくほく線「六日町駅」下車
  - 駅前バス停から浦佐駅東口行き乗車42分「魚沼基幹病院入口」バス停から徒歩7分

自家用車
- 関越自動車道大和スマートインターチェンジより約3分
- 浦佐駅から東へ約5分

## 関連人物
- 新木一弘 - 2012年から医長を務めた[1]